# Гагарин, Сергей Иванович
Князь Сергей Иванович Гагарин (17 (28) января 1777 года — 4 (16) декабря 1862 года) — действительный тайный советник, обер-гофмейстер, почётный опекун; деятель русского сельского хозяйства, владелец усадьбы Ясенево. Брат дипломата и поэта Г. И. Гагарина.
Один из двух последних в истории, наряду с графом Ф. П. Паленом, носителей чина камергера. Гагарин состоял в этом чине дольше, чем кто-либо другой — 63 года и 10 месяцев.

## Биография
Один из многочисленных внуков князя С. В. Гагарина, который некоторое время оставался единственным представителем старшей линии Гагариных. Старший сын флота-капитана князя Ивана Сергеевича Гагарина (1752—1810) и Марии (1750—1804), дочери князя Алексея Волконского и Маргариты Родионовны Кошелевой.
Отец его отличился в Чесменском сражении, вместе с графом Алексеем Орловым участвовал в похищении и препровождении в Петербург из-за границы «княжны Таракановой». Активный участник одной из московских масонских лож. Владел усадьбой в Армянском переулке, 11. Принимал участие в восстановлении после пожара Меншиковой башни.

### Служба
В 1787 году был записан в Преображенский полк, откуда 16 марта 1790 года был переведен вахмистром в Конную гвардию. В январе 1794 года был выпущен в армию капитаном, 11 ноября 1795 года отставлен от службы секунд-майором.

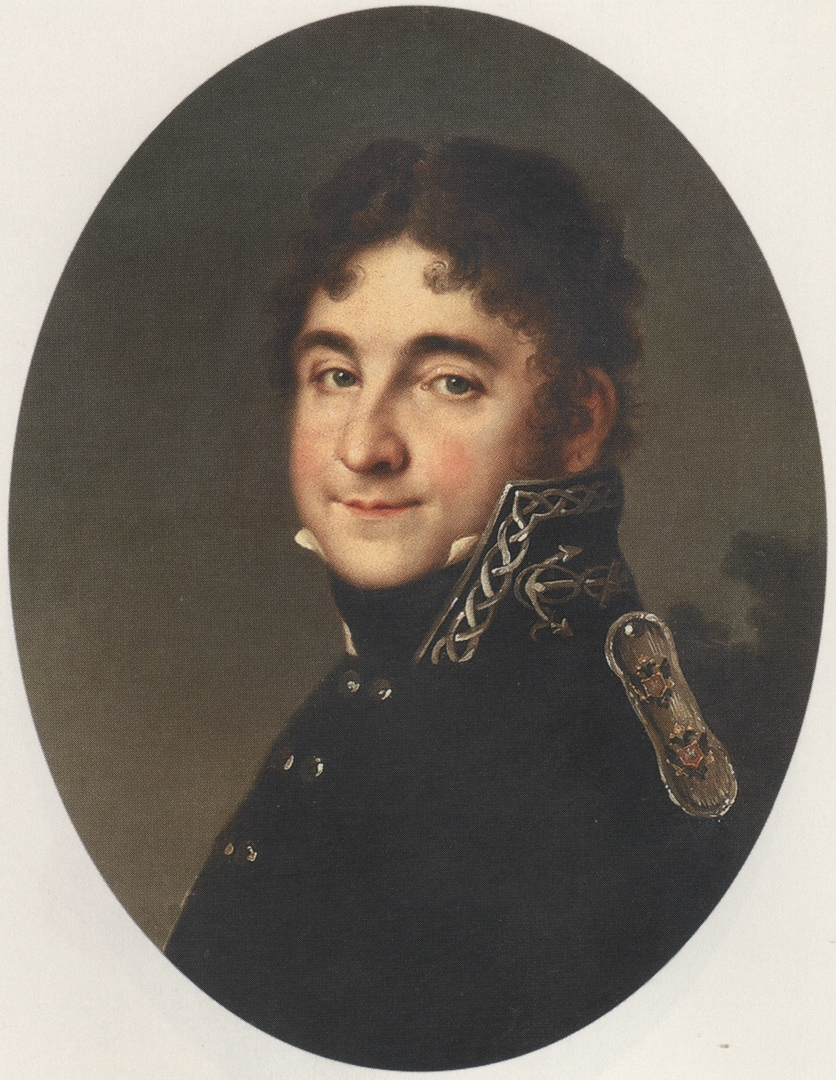
Портрет в форме директора училища Корабельной архитектуры (ок. 1808 г.)

Перейдя в гражданскую службу, в чине коллежского асессора служил в Иностранной коллегии. В январе 1799 года был пожалован чином камергера, в июне того же года — назначен шталмейстером при дворе великой княжны Елены Павловны. В июле 1802 года князь Гагарин был определен к неаполитанскому посольству, где прослужил три года. В 1805 году был назначен директором училища Корабельной архитектуры Адмиралтейств-коллегии. В 1807 году был произведен в тайные советники, а в начале 1811 года назначен сенатором. С апреля 1817 по август 1826 года был в отставке.
С августа 1826 года заведовал колониями питомцев Воспитательного дома в Москве. В апреле 1827 года был назначен членом совета Московского училища ордена Святой Екатерины и Александровского училища, затем удостоен звания почётного опекуна.
В 1831 году, 19 июля был произведён в действительные тайные советники, 22 августа назначен президентом Московской дворцовой конторы и пожалован в обер-гофмейстеры с сохранением гражданского чина действительного тайного советника и придворного чина камергера. В 1835 году Гагарин был уволен от должности президента Московской дворцовой конторы и утратил статус обер-гофмейстера.
В 1840 году управлял Александровским училищем, спонсировавшимся Ремесленной цеховой управой Москвы.
С декабря 1842 года — член Государственного совета и Московского отделения Главного совета женских учебных заведений. В дальнейшем состоял в Московском опекунском совете. Являлся управляющим Александринским сиротским институтом. В январе 1851 года по преклонности лет и расстроенному здоровью Гагарину был предоставлен бессрочный отпуск с сохранением чинов и званий.

### Частная жизнь
Кроме государственной службы, князь Гагарин большую часть своего времени посвящал сельскому хозяйству. Он был одним из основателей Московского общества сельского хозяйства, в котором с 1823 года занимал должность вице-президента, с 1844 года — президента, с 1860 года — почетного президента; помещал статьи в изданиях общества. Также был президентом Российского общества любителей садоводства.
С 1818 года Гагарин был владельцем имения Ясенево, в церкви которой 9 июля 1822 года состоялось венчание Марии Николаевны Волконской и подполковника Николая Ильича Толстого — родителей писателя Льва Толстого. Как образцовый хозяин, смело вносивший в практику земледелия новые агротехнические приёмы С. И. Гагарин ввёл в Ясеневе плодопеременную систему разбивки садов, что позволило повысить их урожайность, и устроил образцовую ферму для разведения тонкорунных овец. Как вспоминал историк граф М. В. Толстой:

Это село замечательно по прекрасному саду и оранжереям с лучшими сортами плодовых деревьев, а ещё более по древесным насаждениям, разведённым самим князем на многих десятинах. Князь, как искусный и опытный садовод, умел приохотить и ясеневских крестьян к садоводству. В первый приезд мой в Ясенево я был изумлен, видя на крестьянских полях не рожь и овес, а клубнику лучших сортов, малину, смородину и прочее, а на обширных пространствах вместо тощих нагорных лугов — яблони, груши, вишни и множество других деревьев и кустарников. Все это поступает в продажу в Москве

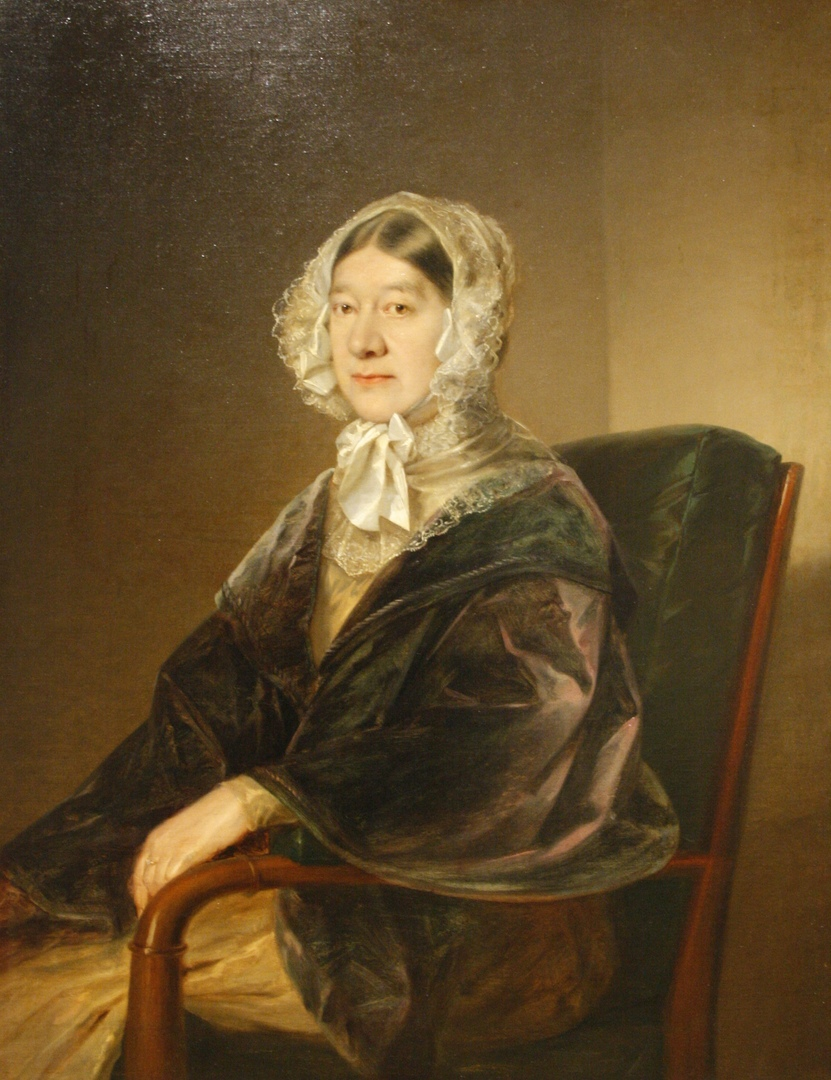
Варвара Михайловна Гагарина

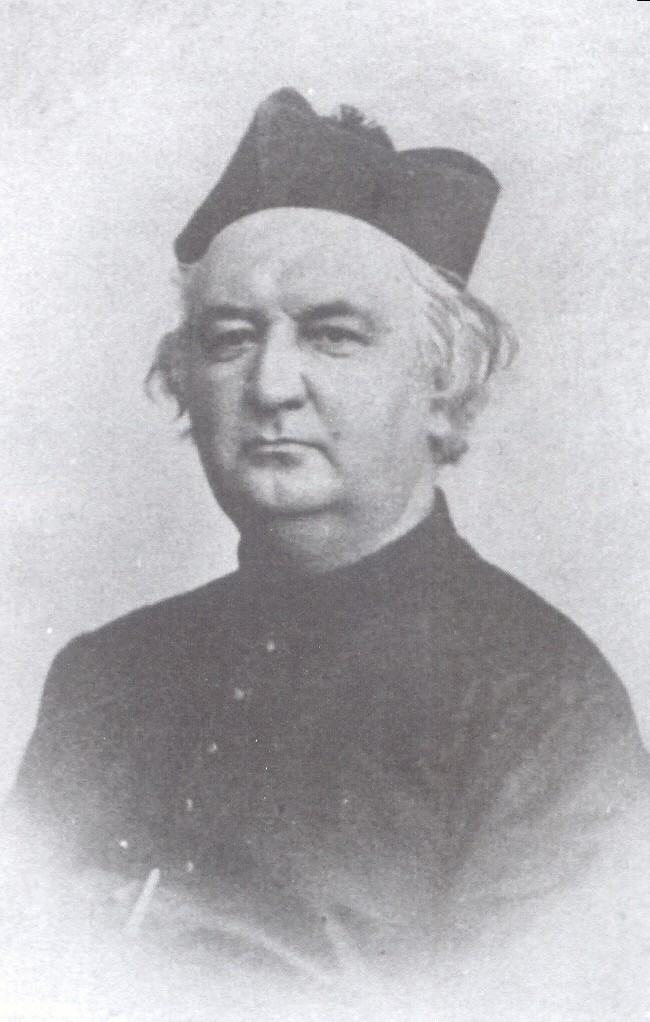
Иван Сергеевич Гагарин

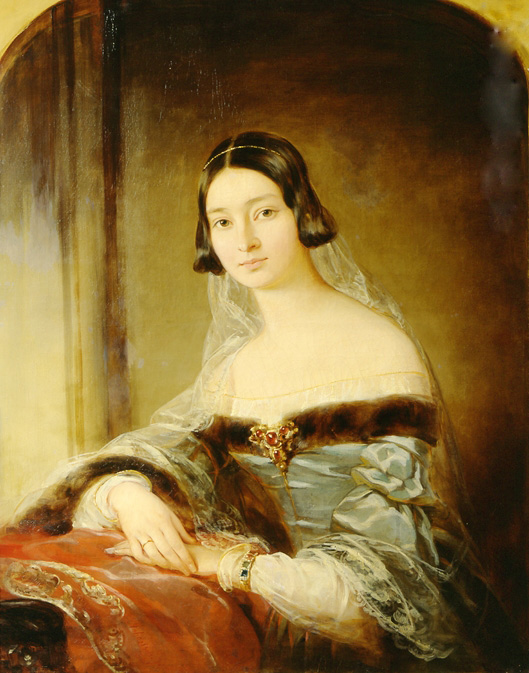
Мария Сергеевна Бутурлина на портрете К. Робертсон (1841)

Сергей Иванович был человеком богатым, большую часть своей жизни он прожил в Москве в своем громадном барском доме на улице Знаменка, когда-то принадлежавшим графу А. Р. Воронцову. В его доме часто собирались известные литераторы и общественные деятели: Н. М. Карамзин, И. И. Дмитриев и И. П. Тургенев.
Князь Гагарин скончался 4 декабря 1862 года в своей усадьбе Яснево, не оставив завещания, и был похоронен в Новодевичьем монастыре, рядом с женой.

## Семья
Жена (с 29 апреля 1812 года) — Варвара Михайловна Пушкина (12.05.1779—08.08.1854), дочь писателя и переводчика Михаила Алексеевича Пушкина (1749—1793) от его брака с Натальей Абрамовной Волконской (1746—15.04.1819). Получила в приданое 3000 душ. По случаю их свадьбы одна из современниц писала:
Нынче вечером Пушкина выходит замуж за Гагарина. Мама, в качестве тетки жениха, будет присутствовать на свадьбе, которая будет пышная и великолепная, наподобие свадеб, которые праздновали пятьдесят лет тому назад. Пушкина непременно хочет показать все кружева, купленные ею в приданое дочери, и ради этого наши маменьки должны подчиниться несносному этикету. К счастью моему, я исключена из этого праздника...
За заслуги мужа была пожалована в кавалерственные дамы ордена Святой Екатерины (малого креста) (01.01.1833). В браке имели двоих сыновей и трёх дочерей, из которых зрелого возраста достигли только двое.
- Наталья Сергеевна  (18.06.1813—23.06.1815[13]).
- Иван Сергеевич (20.07.1814—8.07.1882), друг Чаадаева, католический священник и писатель, член ордена иезуитов.
- Мария Сергеевна (25.06.1815[14]—27.10.1902), с 1840 года была замужем за генералом от инфантерии Сергеем Петровичем Бутурлиным (1803—1873). После смерти отца унаследовала Ясенево, уже имея к тому времени доверенность на управление всем имением. Её старший брат Иван, из-за своего перехода в католичество и самовольного пребывания за границей, не мог претендовать на наследство. Получив значительное наследство (5000 душ крепостных, 30000 десятин земли, дома в Москве и Петербурге), Мария Сергеевна не оставила брата без средств и оказывала ему щедрую материальную поддержку.
- Наталья Сергеевна (24.04.1817[15]—15.04.1831).
- Михаил Сергеевич  (25.03.1818[16]—04.03.1819[17]).